# DAS! Rote Sofa

Früheres Logo der Sendung

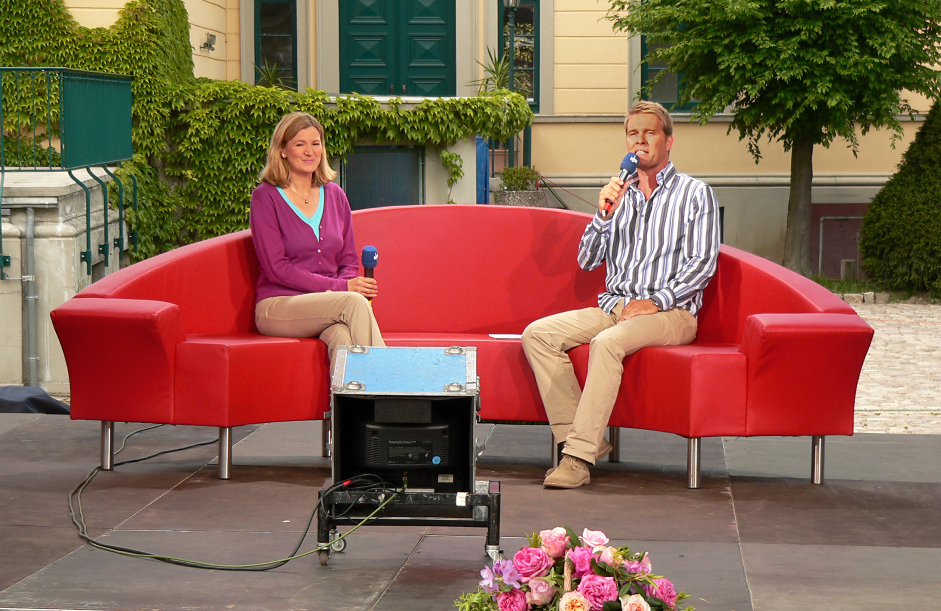
Sendung vom Jagdschloss Springe mit Heike Götz und Moderator Hinnerk Baumgarten (2010)

DAS! Rote Sofa ist eine Live-Talksendung des Norddeutschen Rundfunks, die im NDR Fernsehen erstmals am 2. Januar 1991 im Vorabendprogramm ausgestrahlt wurde. Die Sendung wird in Hamburg-Lokstedt produziert. Das Akronym steht für Das Abendstudio!. Charakteristisch ist das „Rote Sofa“, auf dem die Studiogäste interviewt werden. Das Rote Sofa ist mittlerweile zum bekannteren Synonym für die Sendung geworden. Seit dem 18. August 2025 trägt die Sendung den Namen „DAS! Rote Sofa“, wie sie von zu Zuschauerinnen und Zuschauern schon seit langem genannt wird.

## Struktur

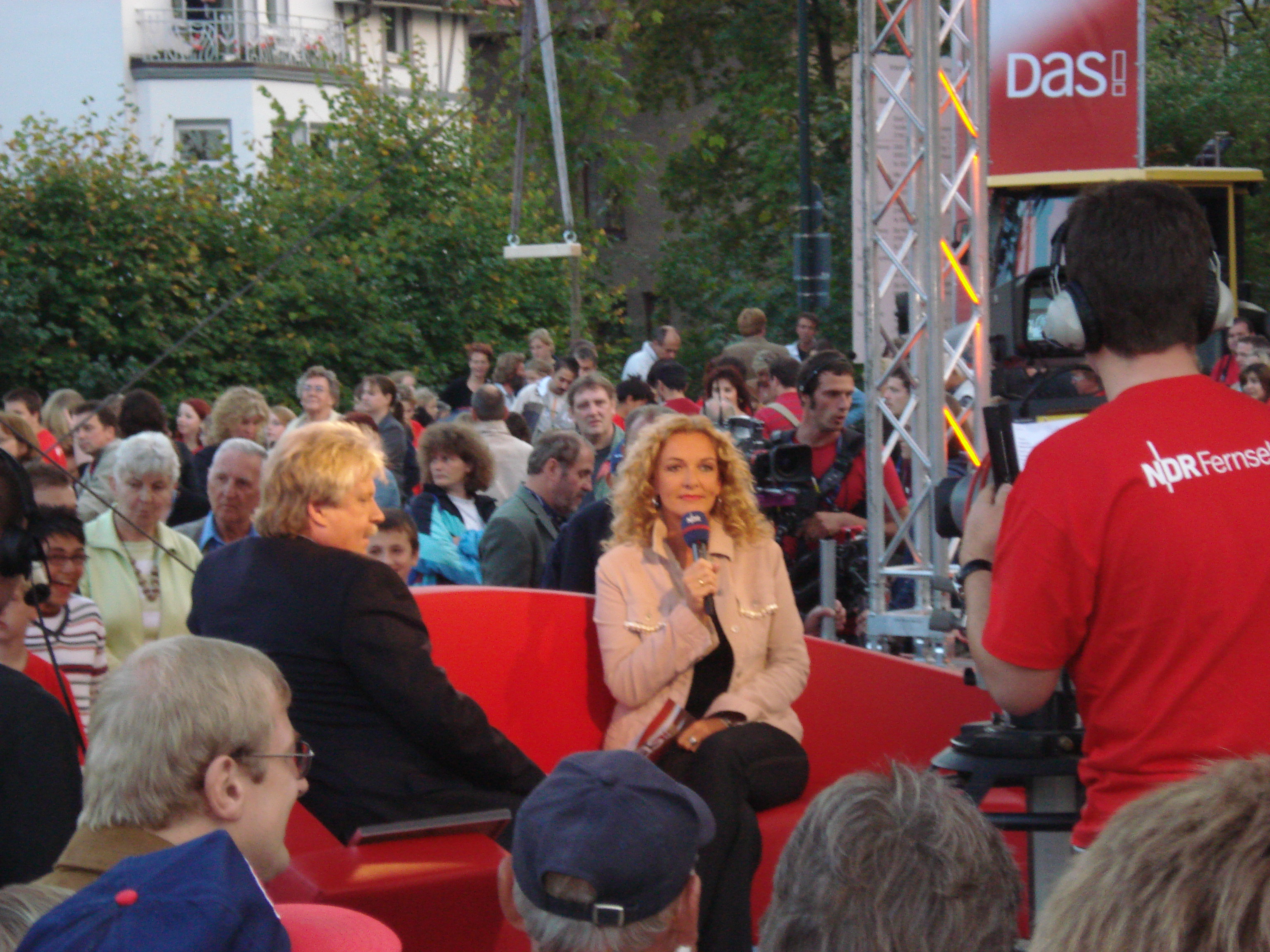
Moderatorin Bettina Tietjen mit Klaus Baumgart auf dem „Roten Sofa“ in Delmenhorst (2006)

In der Sendung steht jeweils ein Gast im Mittelpunkt, der von den Moderatoren live auf dem „Roten Sofa“ interviewt wird. Dazu gibt es einen Nachrichtenüberblick, der von den Moderatoren am Anfang der Sendung präsentiert wird. Außerdem werden in der Sendung verschiedene thematische Beiträge – oft passend zum Gast – gezeigt. Die Beiträge haben in der Regel einen norddeutschen Bezug.
Die Sendung wird täglich zwischen 18:45 Uhr und 19:30 Uhr ausgestrahlt. Früher gab es ergänzende Sendungen wie DAS! reist und andere. Bis November 2006 gab es zudem die Sendung DAS! kocht von 14:00 Uhr bis 14:30 Uhr montags bis freitags. Diese wurde schließlich durch das Nachrichtenmagazin NDR Aktuell ersetzt. Mehrmals im Jahr finden Außenübertragungen von DAS!, zum Beispiel vom Hafengeburtstag oder vom Landpartiefest statt.

## DAS! am Nachmittag
Bis 2006 gab es im NDR Fernsehen auch die Sendung DAS! am Nachmittag, welche nachmittags von Montag bis Freitag um 16:00 Uhr begann und zuletzt um 17:10 Uhr endete. Die Struktur der Sendung wurde mehrfach verändert und bestand zuletzt aus einem Ratgeberteil namens DAS! Service und DAS! unterwegs live. Bis zur Einstellung 2021 hieß die Sendung Mein Nachmittag.

## Trivia
Die bisher höchste Zuschauerzahl verzeichnete DAS! am 5. Dezember 2013 mit 1,29 Millionen Zuschauern und einer Quote von 5,1 % deutschlandweit. An diesem Tag wurden aufgrund des Orkans Xaver die geplanten Gäste ausgeladen zugunsten einer monothematischen Sendung zur Wetterlage. Am 30. Juni 2006 wurde die bisher niedrigste Zuschauerzahl von 90.000 Zuschauern gemessen. Dies entsprach einer bundesweiten Quote von 0,3 % – zeitgleich zog Deutschland gegen Argentinien ins Halbfinale der Fußball-Weltmeisterschaft ein.
Im September 2012 geriet die Sendung in Kritik, nachdem Jenny Elvers-Elbertzhagen einen Aufsehen erregenden Auftritt in der Sendung absolvierte, bei dem sie offensichtlich unter Alkoholeinfluss stand. Der Moderatorin Bettina Tietjen musste schon vor dem Beginn des Interviews das auffällige Verhalten von Elvers-Elbertzhagen aufgefallen sein, sagen Kritiker. Sie setzte das Gespräch aber unbeirrt fort. Es kam bei Anhängern von Elvers-Elbertzhagen daraufhin Kritik auf, dass der NDR diese Sendung überhaupt gedreht beziehungsweise ausgestrahlt hat. Der NDR beantragte auf Bitte der Familie Elvers-Elbertzhagen die Sperrung der Talkshowmitschnitte bei YouTube. Diese Sperrung wurde nicht aufrechterhalten; auch nicht von anderen Videoportalen. 2014 und 2018 kehrte Elvers aufs „Rote Sofa“ zurück.
Die DAS!-Sendung vom 14. März 2013 mit Katja Riemann löste ebenfalls ein großes Medienecho aus. Die Schauspielerin ließ den Moderator Hinnerk Baumgarten während der Sendung einige Male auflaufen. Der Spiegel-Autor Stefan Niggemeier beschrieb die Sendung als einen „grausamen Autounfall in Zeitlupe“, bei dem man nicht hinsehen wolle, aber auch nicht weggucken könne. Es handelte sich laut Niggemeier um einen Zusammenstoß zwischen einer „schwierigen Schauspielerin und einem überforderten Sachenwegmoderierer“.
Am 29. Dezember 2021 beging der NDR das 30-jährige Jubiläum mit der Sendung 30 Jahre DAS! – Ab aufs Rote Sofa.

## Moderatoren

### Aktuelle Moderatoren
| Moderator          | Einstieg |                  |
| Bettina Tietjen    | 1993     | Hauptmoderatorin |
| Inka Schneider     | 2004     | Hauptmoderatorin |
| Hinnerk Baumgarten | 2006     | Hauptmoderator   |
| Ilka Petersen      | 2022     | Vertretung       |

### Ehemalige Moderatoren
- Thomas Kühn (1991–1992)
- Iris Woggan-Kaiser (1991–1992)
- Christian Berg (1991–1993)
- Helga Kipp-Thomas (1991–1993)
- Reinhard Münchenhagen (1991–2003)
- Astrid Frohloff (1993–1995)
- Marion Schmidt (1994–1995)
- Eva Herman (1995–1999)
- Gerhard Delling (1998)
- Sandra Maahn (1999–2008)

### Gastmoderation
- Vera Cordes
- Yared Dibaba
- Thomas Görlitzer
- Mareile Höppner
- Susanne Reimann
- Jens Riewa
- Judith Schulte-Loh
- Susanne Stichler
- Isabelle Wagner
- Julia Westlake
- Linda Zervakis

### Moderation der Reihe
- Zora Klipp (DAS! schmeckt)

### Moderation der ehemaligen Reihen
- Uwe Bahn (DAS! reist)
- John Langley (DAS! grünt)
- Fabian von Manteuffel (DAS! Tier)
- Kristian Bader (DAS! forscht)
- Ulrich Baron (DAS! taucht)
- Tatjana Jensen (DAS! Natur)
- Wolfgang Hahn (Der heiße Draht – Kontaktecke in DAS!)

### Ehemalige Moderatoren der Reihen
- Karl-Otto Maue (DAS! Mobil) bis 2008
- Carsten Prehn (DAS! Trend) bis 2010
- Dietmar Mues (DAS! historisch) bis 2011
- Rainer Sass (DAS! schmeckt) bis 2024